# أزيدا
أزيدا (الاسم العلمي: Asida) هو جنس كبير من الخنافس الداكنة. وتوجد في جميع أنحاء أوروبا الغربية، ولا سيما بالقرب من البحر الأبيض المتوسط.

## الجُنيسات
ينقسم الجنس إلى 23 جُنيسًا يحتوي بدوره على عدد كبير من الأنواع. هناك أيضًا بعض الأنواع التي لم يتم تحديدها بعد للجُنيسات.

## للاستزادة
- Due nuove Asida Latr. di Sardegna (Coleoptera Tenebrionidae).
- Synopsis des Asidini d'Algerie et de Tunisie 2. (Coleoptera, Tenebrionidae).
- Adiciones y correcciones ai "Ensayo sobre los Asida Latr., de Marruecos" (Col. Tenebrionidae).
- Ensayo sobre las Asida Latr. de Marruecos (Col. Tenebr.).
- Contribution a l'etude des Asida Latr. de France.
- [وصلة مكسورة]